# Вассиян, Юлиан Иванович
Юлиа́н Ива́нович Вассия́н (укр. Юлія́н Іванович Вассия́н, 12 января 1894, с. Колоденцы, Галиция, Австро-Венгрия — 3 октября 1953, Чикаго, США) — украинский общественный и политический деятель, публицист, философ, идеолог ОУН, член Провода Украинских Националистов.

## Биография и политическая деятельность
Родился в семье учителя народной школы Ивана Вассияна и его жены Вильгельмины, из дома Урбан. В 1914 году вступил в Легион Сечевых Стрельцов, став старшиной в составе австро-венгерской армии. Участник первой мировой войны, в 1917—1920 принимал участие в гражданской войне на Поднепровье Украины, в рядах Украинской галицкой армии. В 1920—1922 находился в польском лагере для интернированных в Домбе.
В лагерях для интернированных воинов Армии УНР и УГА на территории Польши и Чехословакии возникла целая общественно-культурная инфраструктура по сохранению украинской идентичности и развития национальной идеологии. Бывшие солдаты теперь становились публицистами, редакторами, писателями, исследователями, художественными и литературными критиками, философами.
В 1922 обучался во Львовском тайном украинском университете. Сумел занять должность университетского референта в Украинском краевом студенческом совете. Целью Совета была организация студенчества и сотрудничество с подпольной украинской военной организацией во главе с Евгением Коновальцем, которая вела борьбу против польской оккупации.
В середине 1920-х годов, после переезда в Прагу, вместе с С. Охримовичем, И. Габрусевичем, Д. Кравцевым, В. Диденко стал организатором и одним из лидеров первых молодёжных националистических организаций «Групи Української Державницької Молоді» и «Групи Української Національної Молоді» и начал печататься в её органе — журнале «Национальная мысль».
К 1927 году Вассиян уже воспринимался в националистической среде как видный идеолог и был делегирован на 1-ю Конференцию украинских националистов в Берлине, которая должна была подготовить платформу для объединения различных националистических подпольных организаций в одну структуру. В 1928 году состоялась 2-я Конференция украинских националистов в Праге, на которой Вассияна делегировали на будущий Конгресс украинских националистов (Вена, 27 января — 3 февраля 1929 г.) уже как главного идеолога. В феврале 1929 на Первом Конгрессе Украинских Националистов, Вассиян, был избран заместителем председателя Конгресса, выступил одним из организаторов Организации Украинских Националистов, тогда же избран членом и идеологическим руководителем (референтом) Провода (Руководства) Украинских Националистов. Именно на конгрессе Вассиян произнес знаменитый доклад «Идеологические основы украинского национализма» («Развитие нации». — 1929. — № 3-4). Конгресс назначил Вассияна руководителем идеологической секции ОУН; тогда же и появилась его брошюра «Программа воспитания в ОУН».
В 1930 окончил Карлов университет в Праге, одновременно изучая философию и славянскую филологию в пражском немецком университете и Украинском педагогическом институте. Защитил докторскую диссертацию на тему «Объединение понимания философии в её отношении к наукам про основы поэтики и метафизики».
Сотрудничал с рядом периодических изданий «Розбудова нації» и др., редактировал газету «Український голос»
2 ноября 1931 г. в Бродах Вассияна арестовала польская полиция в деле т. н. «конгресовцев» — выявленных ею участников Конгресса ОУН в 1929 г. После судебного процесса во Львове 1932 года вместе с группой видных деятелей ОУН: Осипом Бойдуником, Олесем Бабием, Евгением Зибликевичем, Степаном Ленкавским, Зеноном Пеленским — отбыл 4-летнее заключение в тюрьмах Львова и Дрогобыча, где отличался, по воспоминаниям деятеля ОУН Зиновия Кныша, большой добросовестностью в соблюдении предписаний тюремного поведения, ответственностью в конспирации, искренностью к друзьям. Вышел на волю в 1935, поселился у своего отца в г. Броды, продолжая тайно поддерживать контакт с оуновским подпольем. В 1939 был вновь арестован и отправлен в концлагерь в Берёзе-Картузской.
Начало второй мировой войны освободило его из лагеря и он вернулся во Львов, а затем переехал в Броды. Там его и застал «Золотой сентябрь», и куда провод ОУН, осознавая особую важность философа для националистического движения, выслал специальную группу с заданием перевести его за границу и предоставить ему возможность свободно работать: в Кракове его ждала чистая квартира и аккуратно приготовленные рукописи прошлых лет. Во время войны Ю. Вассиян активно готовил теоретические и пропагандистские материалы для Провода ОУН (мельниковцы) под руководством Андрея Мельника. В январе 1944 был арестован гестапо и отправлен в концлагерь в г. Брец близ Берлина.
В 1945 освобожден, до 1950 жил в Баварии. Затем эмигрировал в США.
Умер 3 октября 1953 г. и похоронен в Чикаго.

## Избранная библиография
Ю. Вассиян — автор ряда работ, в которых изложил и развил идейные основы украинского национализма:
- Рефлексії (1927),
- До головних засад націоналізму (1928),
- Програма виховання в ОУН(1929),
- Ідеологічні основи українського націоналізму (1929),
- Змаг основ (1940),
- Листопадові рефлексії (1950),
- Воююча Україна (1951),
- Завзяття чи самовиправдання (1956, посм.)
- Одиниця й суспільність: Суспільно-філософічні нариси (1957, посм.)
- Суспільно-філософічні нариси (1972—1974, посм.)
- Два обличчя націоналізму // ОУН: Минуле і майбуття (1993, посм.)
- Бо вже чекає четверта домовина: Політично-філософські роздуми (1994, посм.) и др.
- Земля — міт українського життя (Про Т. Г. Шевченка) // Українська мова і література в школі (1993, посм.)